# Somi
Somi is een bestuurslaag in het regentschap Nias van de provincie Noord-Sumatra, Indonesië. Somi telt 2626 inwoners (volkstelling 2010).